# Tianshui
Tianshui is een stad in de gelijknamige prefectuur in de Chinese provincie Gansu. De bevolking leeft vooral van de landbouw. Tianshui is ook een bisdom van de Rooms-Katholieke Kerk.
Bij de volkstelling van 2020 had de stad 752.900 inwoners, de gehele prefectuur had 2.984.659 Inwoners.

## Geografie
Tianshui ligt ongeveer in het midden van Volksrepubliek China.
Het gebied is verdeeld in：
- twee steden op arrondissementniveau: Qinzhou 秦州区 en Maiji 麦积区
- vier arrondissementen：Wushan 武山县, Gangu 甘谷县, Qingshui 清水县, Qin'an 秦安县
- één autonome arrondissement： Zhangjiachuan 张家川回族自治县

## Stedenbanden
Tianshui heeft met één stad een stedenband, namelijk:
- Bendigo (Australië)